# Etiópia a 2012. évi nyári olimpiai játékokon
Etiópia a nagy-britanniai Londonban megrendezett 2012. évi nyári olimpiai játékok egyik részt vevő nemzete volt. Az országot az olimpián 2 sportágban 35 sportoló képviselte, akik összesen 7 érmet szereztek.

## Érmesek
| Érem  | Versenyző         | Sportág  | Versenyszám        |
| ----- | ----------------- | -------- | ------------------ |
| Arany | Meseret Defar     | Atlétika | Női 5000 m         |
| Arany | Tirunesh Dibaba   | Atlétika | Női 10 000 m       |
| Arany | Tiki Gelana       | Atlétika | Női maraton        |
| Ezüst | Dejen Gebremeskel | Atlétika | Férfi 5000 m       |
| Ezüst | Sofia Assefa      | Atlétika | Női 3000 m akadály |
| Bronz | Tariku Bekele     | Atlétika | Férfi 10 000 m     |
| Bronz | Tirunesh Dibaba   | Atlétika | Női 5000 m         |

## Atlétika
Férfi
| Versenyző                   | Versenyszám    | Előfutam      | Előfutam      | Előfutam      | Elődöntő | Elődöntő | Elődöntő | Döntő         | Döntő         |
| Versenyző                   | Versenyszám    | Idő           | Hely.         | Össz.         | Idő      | Hely.    | Össz.    | Idő           | Helyezés      |
| --------------------------- | -------------- | ------------- | ------------- | ------------- | -------- | -------- | -------- | ------------- | ------------- |
| Bereket Desta               | 400 m          | 47,40         | 7.            | 41.           | kiesett  | kiesett  | kiesett  | kiesett       | kiesett       |
| Mohammed Aman               | 800 m          | 1:47,34       | 1.            | 26.           | 1:44,34  | 1.       | 1.       | 1:43,20       | 6.            |
| Mekonnen Gebremedhin        | 1500 m         | 3:36,56       | 2.            | 2.            | 3:42,93  | 3.       | 16.      | 3:35,44       | 6.            |
| Aman Wote                   | 1500 m         | 3:41,67       | 8.            | 29.           | kiesett  | kiesett  | kiesett  | kiesett       | kiesett       |
| Dawit Wolde                 | 1500 m         | 3:41,81       | 10.           | 30.           | kiesett  | kiesett  | kiesett  | kiesett       | kiesett       |
| Dejen Gebremeskel           | 5000 m         | 13:15,15      | 1.            | 1.            |          |          |          | 13:41,98      |               |
| Hagos Gebrhiwet             | 5000 m         | 13:26,16      | 5.            | 16.*          |          |          |          | 13:49,59      | 11.           |
| Yenew Alamirew              | 5000 m         | 13:15,39      | 2.            | 2.            |          |          |          | 13:49,68      | 12.           |
| Tariku Bekele               | 10 000 m       |               |               |               |          |          |          | 27:31,43      |               |
| Kenenisa Bekele             | 10 000 m       |               |               |               |          |          |          | 27:32,44      | 4.            |
| Gebre Egziabher Gebremariam | 10 000 m       |               |               |               |          |          |          | 27:36,34      | 8.            |
| Ayele Abshero               | Maraton        |               |               |               |          |          |          | nem ért célba | nem ért célba |
| Getu Feleke                 | Maraton        |               |               |               |          |          |          | nem ért célba | nem ért célba |
| Dino Sefir                  | Maraton        |               |               |               |          |          |          | nem ért célba | nem ért célba |
| Roba Gari                   | 3000 m akadály | 8:20,68       | 1.            | 7.            |          |          |          | 8:20,00       | 4.            |
| Nahom Mesfin                | 3000 m akadály | 8:18,16       | 5.            | 5.            |          |          |          | 8:35,12       | 12.           |
| Birhan Getahun              | 3000 m akadály | nem ért célba | nem ért célba | nem ért célba |          |          |          | kiesett       | kiesett       |

Női
| Versenyző        | Versenyszám    | Előfutam | Előfutam | Előfutam | Elődöntő | Elődöntő | Elődöntő | Döntő    | Döntő    |
| Versenyző        | Versenyszám    | Idő      | Hely.    | Össz.    | Idő      | Hely.    | Össz.    | Idő      | Helyezés |
| ---------------- | -------------- | -------- | -------- | -------- | -------- | -------- | -------- | -------- | -------- |
| Abeba Aregawi    | 1500 m         | 4:04,55  | 1.       | 1.       | 4:01,03  | 1.       | 1.       | 4:11,03  | 5.       |
| Meskerem Assefa  | 1500 m         | 4:15,52  | 9.       | 36.      | kiesett  | kiesett  | kiesett  | kiesett  | kiesett  |
| Genzebe Dibaba   | 1500 m         | 4:11,15  | 10.      | 20.      | kiesett  | kiesett  | kiesett  | kiesett  | kiesett  |
| Meseret Defar    | 5000 m         | 14:58,70 | 2.       | 2.       |          |          |          | 15:04,25 |          |
| Gelete Burka     | 5000 m         | 15:01,44 | 1.       | 4.       |          |          |          | 15:10,66 | 5.       |
| Tirunesh Dibaba  | 5000 m         | 14:58,48 | 1.       | 1.       |          |          |          | 15:05,15 |          |
| Tirunesh Dibaba  | 10 000 m       |          |          |          |          |          |          | 30:20,75 |          |
| Werknesh Kidane  | 10 000 m       |          |          |          |          |          |          | 30:39,38 | 4.       |
| Belaynesh Oljira | 10 000 m       |          |          |          |          |          |          | 30:45,56 | 5.       |
| Tiki Gelana      | Maraton        |          |          |          |          |          |          | 2:23:07  |          |
| Mare Dibaba      | Maraton        |          |          |          |          |          |          | 2:28:48  | 23.      |
| Aselefech Mergia | Maraton        |          |          |          |          |          |          | 2:32:03  | 42.      |
| Sofia Assefa     | 3000 m akadály | 9:25,42  | 1.       | 4.       |          |          |          | 9:09,84  |          |
| Hiwot Ayalew     | 3000 m akadály | 9:24,01  | 1.       | 1.       |          |          |          | 9:12,98  | 5.       |
| Etenesh Diro     | 3000 m akadály | 9:25,31  | 2.       | 3.       |          |          |          | 9:19,89  | 6.       |

* - egy másik versenyzővel azonos eredményt ért el

## Úszás
Férfi
| Versenyző        | Versenyszám | Előfutam | Előfutam | Előfutam | Elődöntő | Elődöntő | Elődöntő | Döntő   | Döntő    |
| Versenyző        | Versenyszám | Idő      | Hely.    | Össz.    | Idő      | Hely.    | Össz.    | Idő     | Helyezés |
| ---------------- | ----------- | -------- | -------- | -------- | -------- | -------- | -------- | ------- | -------- |
| Mulualem Teshale | 50 m gyors  | 28,99    | 7.       | 57.      | kiesett  | kiesett  | kiesett  | kiesett | kiesett  |

Női
| Versenyző         | Versenyszám | Előfutam | Előfutam | Előfutam | Elődöntő | Elődöntő | Elődöntő | Döntő   | Döntő    |
| Versenyző         | Versenyszám | Idő      | Hely.    | Össz.    | Idő      | Hely.    | Össz.    | Idő     | Helyezés |
| ----------------- | ----------- | -------- | -------- | -------- | -------- | -------- | -------- | ------- | -------- |
| Yanet Gebremedhin | 50 m gyors  | 32,41    | 8.       | 65.      | kiesett  | kiesett  | kiesett  | kiesett | kiesett  |